# Luciano Bruni
Luciano Bruni (Livorno, 24 dicembre 1960) è un allenatore di calcio ed ex calciatore italiano, di ruolo centrocampista.

## Carriera

### Giocatore
Cresciuto nel Livorno, nel 1976 passò alla Fiorentina, acquistato da Sergio Cervato per 60 milioni di lire. In viola venne soprannominato il nuovo De Sisti, e vinse l'edizione 1978 del Torneo di Viareggio sotto la guida di Renzo Ulivieri. Sempre in quell'anno l'esordio in Serie A in occasione dell'incontro Fiorentina-Lazio (3-0).
In maglia viola ebbe un grave infortunio (rottura dei legamenti) che lo costrinse ad un lungo stop nel corso della stagione1980-1981, e nell'ottobre del 1981 fu ceduto alla Pistoiese. Dopo un'altra annata in Serie B nella Reggiana, nel 1983 approdò al Verona per iniziare l'esperienza più importante della sua carriera.

Bruni in azione al Verona nel 1984, accanto al compagno di squadra Marangon e al torinista Schachner.

Sei anni a Verona con un contributo importante alla conquista dello storico scudetto della stagione 1984-1985, grazie al suo apporto a centrocampo per surrogare l'arretramento in difesa di Volpati (causa l'infortunio di Mauro Ferroni), variante che permise di non alterare l'equilibrio tattico creato da Osvaldo Bagnoli. In quell'annata disputò 27 partite con un gol, schierato al fianco o in alternativa al regista Antonio Di Gennaro. In maglia gialloblù Bruni totalizzò 109 presenze con 4 reti all'attivo.
Nel 1987 subì un nuovo grave infortunio al ginocchio, rimanendo fuori per oltre un anno, e nell'ottobre del 1989 scese in Serie C1 nella Lucchese per riprendere confidenza con l'attività agonistica. Dopo aver conquistato con la formazione toscana la promozione in Serie B, chiuse la carriera nel Siena, ancora in C1, nel Castelfiorentino e nell'Arezzo.
In carriera ha totalizzato complessivamente 138 presenze e 5 reti in Serie A, e 57 presenze e 2 reti in Serie B.

### Allenatore
Nel 1997 Bruni intraprende la carriera di allenatore. Parte nella Scuola Calcio Firenze Sud per poi tornare, in una nuova veste, alla Fiorentina. Coi gigliati inizia un percorso che, negli anni, lo porta a guidare Esordienti, Allievi Nazionali e Primavera.
Dopo una breve parentesi alla guida della prima squadra della Rondinella, in Serie D, torna a lavorare coi giovani: nel 2005-2006 guida la Primavera del Siena e, nelle due stagioni successive, quella del Piacenza, con cui approda ai quarti di finale del Torneo di Viareggio 2007. Nel 2008-2009 è il vice di Gian Marco Remondina sulla panchina del Verona, in Lega Pro Prima Divisione.
Dal 19 giugno 2009 è il nuovo allenatore della Primavera della Juventus, con cui ha vinto il Torneo di Viareggio 2010. Dal 7 giugno 2010 è il nuovo allenatore della Primavera della Sampdoria, incarico che lascia al termine della stagione.
Dopo un anno d'inattività, il 7 giugno 2012 viene nominato allenatore della Lucchese, neopromossa in Serie D, ma si dimette il 16 agosto successivo, prima dell'inizio del campionato. Nella stagione 2013-2014 allena, in Eccellenza pugliese, l'Ostuni.
Dopo una parentesi sulla panchina della Primavera del Livorno, nell'estate 2015 torna a Piacenza come allenatore della squadra Juniores e nella stagione successiva allena la squadra Primavera del Brescia. Nel maggio 2017, lasciato il Brescia, torna per la terza volta al Piacenza alla guida della formazione Berretti.
Nel settembre 2021 ritorna alla guida dell'Ostuni, che disputa il torneo di Eccellenza Pugliese. Il 19 febbraio 2022, alla vigilia della sfida contro il Grottaglie e con la squadra in zona playout, rassegna le dimissioni.
Tuttavia, dopo la rifondazione dell'Ostuni nel 2024, viene richiamato alla guida dei gialloblù, vincendo il campionato di Prima Categoria e rinnovando per la stagione successiva.

## Palmarès

### Giocatore

#### Competizioni giovanili
- Torneo di Viareggio: 1

Fiorentina: 1978

#### Competizioni nazionali
- Campionato italiano: 1

Verona: 1984-1985
- Coppa Italia Serie C: 1

Lucchese: 1989-1990

### Allenatore

#### Competizioni giovanili
- Torneo di Viareggio: 1

Juventus: 2010